# Guennadi Tcheremissov
Guennadi Iourievitch Tcheremissov (en russe : Генна́дий Ю́рьевич Череми́сов) est un ancien joueur de volley-ball et de beach-volley soviétique puis russe né le 13 mai 1963 à Makiïvka (RSS d'Ukraine). Il mesure 2,02 m et jouait central. Il est international soviétique.

## Clubs
| Club                       | De        | À         |
| -------------------------- | --------- | --------- |
| VK Lokomotiv Kiev          | 1981-1982 | 1983-1984 |
| Iskra Odintsovo            | 1984-1985 | 1985-1986 |
| CSKA Moscou                | 1986-1987 | 1988-1989 |
| Panathinaikos              | 1989-1990 | 1990-1991 |
| ASD 4 Torri Ferrare Volley | 1991-1992 | 1993-1994 |
| Virtus Volley Fano         | 1994-1995 | 1994-1995 |
| Paris UC                   | 1995-1996 | 1997-1998 |
| VKP Bratislava             | 1998-1999 | 1998-1999 |
| Lausanne UC                | 1999-2000 | 1999-2000 |

## Palmarès
- Championnat d'Europe (1)
  - Vainqueur : 1987
- Championnat du monde des clubs
  - Finaliste : 1989
- Coupe des champions (3)
  - Vainqueur : 1987, 1988, 1989
- Supercoupe d'Europe (2)
  - Vainqueur : 1987, 1988
- Championnat de Slovaquie (1)
  - Vainqueur : 1999
- Championnat de France (3)
  - Vainqueur : 1996, 1997, 1998
- Championnat de Grèce
  - Finaliste : 1990, 1991
- Championnat d'URSS (3)
  - Vainqueur : 1987, 1988, 1989
- Coupe de France (1)
  - Vainqueur : 1997
- Coupe de Grèce
  - Finaliste : 1990
- Coupe d'URSS (2)
  - Vainqueur : 1986, 1987